# Compartimentos de fluidos
El cuerpo humano e incluso sus fluidos corporales individuales pueden dividirse conceptualmente en varios compartimientos de fluidos que, aunque no son literalmente compartimentos anatómicos, representan una división real en términos de cómo se separan las porciones de agua, solutos y elementos suspendidos del cuerpo. Los dos compartimientos de fluido principales son los compartimentos «intracelular» y «extracelular». El compartimento intracelular es el espacio dentro de las células del organismo; está separado del compartimento extracelular por membranas celulares.
Alrededor de dos tercios del agua corporal total de los seres humanos se mantiene en las células, principalmente en el citosol, y el resto se encuentra en el compartimento extracelular. Los fluidos extracelulares se pueden dividir en tres tipos: líquido intersticial en el "compartimento intersticial" (células de tejido circundante y bañándolos en una solución de nutrientes y otros productos químicos), plasma sanguíneo y linfa en el "compartimento intravascular" (dentro de los vasos sanguíneos y vasos linfáticos), y pequeñas cantidades de líquido transcelular, como los fluidos oculares y cerebroespinales en el "compartimento transcelular". Los compartimentos intersticiales e intravasculares intercambian fácilmente agua y solutos, pero el tercer compartimento extracelular, el transcelular, se considera separado de los otros dos y no en equilibrio dinámico con ellos.

## Compartimento intracelular
El líquido intracelular, también conocido como citosol, es todo líquido contenido dentro de las células. Es la matriz en la que se suspenden los orgánulos celulares. El citosol y los orgánulos componen el citoplasma. Las membranas celulares son la barrera exterior. En los seres humanos, el compartimento intracelular constituye el 40% del peso corporal en promedio entre 28 litros (7,4 galAm) y 42 litros (11 galAm) de líquido, y en circunstancias normales permanece en equilibrio osmótico. Contiene cantidades moderadas de iones de magnesio y sulfato. En el núcleo celular, el componente fluido del nucleoplasma se denomina nucleosol.

## Compartimento extracelular
Constituye alrededor del 20% del peso corporal normal, 14 litros (4 galAm) (Líquido intersticial más de ¾ partes y el plasma ¼ parte del líquido extracelular). Está comprendido por los compartimentos intersticial, intravascular y transcelular. Su fluido extracelular (ECF) contiene aproximadamente un tercio del agua corporal total.

### Compartimento intersticial
El compartimento intersticial (también llamado "espacio tisular") rodea las células tisulares. Está lleno de líquido intersticial. El fluido intersticial proporciona el microambiente inmediato que permite el movimiento de iones, proteínas y nutrientes a través de la barrera celular. Este líquido no es estático, pero se refresca continuamente por los capilares sanguíneos y es recogido por los capilares linfáticos. En el cuerpo humano promedio masculino (70 kg), el espacio intersticial tiene aproximadamente 10,5 litros de líquido.

### Compartimento intravascular
El principal fluido intravascular en los mamíferos es la sangre, una mezcla compleja con elementos de una suspensión (células sanguíneas), coloides (globulinas) y solutos (glucosa e iones). La sangre representa tanto el compartimento intracelular (el líquido dentro de las células sanguíneas) como el compartimento extracelular (el plasma sanguíneo). El otro fluido intravascular es la linfa. También representa tanto el compartimento intracelular (el líquido dentro de sus linfocitos) como el compartimento extracelular (la matriz no celular de la linfa, que es aproximadamente equivalente al suero). El volumen promedio de plasma en el macho promedio (70 kg) es de aproximadamente 3.5 litros. El volumen del compartimento intravascular está regulado en parte por los gradientes de presión hidrostática y por la reabsorción por los riñones.

### Compartimento transcelular
El tercer compartimento extracelular, el transcelular, consiste en aquellos espacios en el cuerpo donde el líquido normalmente no se acumula en grandes cantidades, o donde cualquier colección importante de líquido no es funcional fisiológicamente. Los ejemplos de espacios transcelulares incluyen el ojo, el sistema nervioso central, las cavidades peritoneal y pleural y las cápsulas articulares. Una pequeña cantidad de fluido, llamado fluido transcelular, existe normalmente en tales espacios. Por ejemplo, el humor acuoso, el humor vítreo, el líquido cefalorraquídeo, el líquido seroso producido por las membranas serosas y el líquido sinovial producido por las membranas sinoviales son todos fluidos transcelulares. Todos son muy importantes, pero no hay mucho de cada uno. Por ejemplo, solo hay alrededor de 150 ml de líquido cefalorraquídeo en todo el sistema nervioso central en cualquier momento. Todos los fluidos mencionados anteriormente se producen mediante procesos celulares activos que funcionan con plasma sanguíneo como materia prima, y todos son más o menos similares al plasma sanguíneo, excepto por ciertas modificaciones adaptadas a su función. Por ejemplo, el líquido cefalorraquídeo está formado por varias células del SNC, principalmente las células ependimales, a partir del plasma sanguíneo.

## Cambio de fluidos
Los cambios de líquidos ocurren cuando los fluidos del cuerpo se mueven entre los compartimientos de líquidos. Fisiológicamente, esto ocurre por una combinación de gradientes de presión hidrostática y gradientes de presión osmótica. El agua pasará de un espacio a otro pasivamente a través de una membrana semipermeable hasta que los gradientes de presión hidrostática y osmótica se equilibren entre sí. Muchas condiciones médicas pueden causar cambios de líquidos. Cuando el líquido sale del compartimiento intravascular (los vasos sanguíneos), la presión arterial puede caer a niveles peligrosamente bajos, poniendo en peligro órganos críticos como el cerebro, el corazón y los riñones; cuando se desplaza fuera de las células (el compartimento intracelular), los procesos celulares se ralentizan o cesan por deshidratación intracelular; cuando se acumula un exceso de líquido en el espacio intersticial, se desarrolla edema; y los cambios de líquido en las células del cerebro pueden causar un aumento de la presión craneal. Los cambios de líquidos pueden ser compensados por reemplazo de líquidos o diuréticos.

### Tercer espacio
El "tercer espacio" es la acumulación anormal de líquido en un espacio extracelular y extravascular. En medicina, el término se usa a menudo con respecto a la pérdida de líquido en los espacios intersticiales, como quemaduras o edema, pero también puede referirse a cambios de líquido en una cavidad del cuerpo (espacio transcelular), como ascitis y derrames pleurales. Con respecto a las quemaduras graves, los líquidos pueden acumularse en el lugar de la quemadura (es decir, el líquido que se encuentra fuera del tejido intersticial, expuesto a la evaporación) y causar el agotamiento de los líquidos. Con pancreatitis o íleo, los líquidos pueden "filtrarse" en la cavidad peritoneal, lo que también causa el agotamiento de los compartimentos intracelular, intersticial o vascular.
Los pacientes que se someten a operaciones prolongadas y difíciles en grandes campos quirúrgicos pueden recolectar líquidos del tercer espacio y agotarse intravascularmente a pesar de los grandes volúmenes de líquido intravenoso y reemplazo de sangre.
El volumen preciso de líquido en los terceros espacios de un paciente cambia con el tiempo y es difícil de cuantificar con precisión.
Las condiciones del tercer espaciamiento pueden incluir peritonitis, piometritis y derrames pleurales. La hidrocefalia y el glaucoma son teóricamente formas de tercer espaciado, pero los volúmenes son demasiado pequeños para inducir cambios significativos en los volúmenes de sangre, o volúmenes corporales generales, y por lo tanto, generalmente no se conocen como tercer espaciado.